# Казальбордино
Казальборди́но (итал. Casalbordino; на местном диалекте — Lù Cuasàlë) — коммуна в Италии, расположена в регионе Абруццо, подчиняется административному центру Кьети.
Население составляет 6461 человек (на 2004 г.), плотность населения составляет 143 чел./км². Занимает площадь 46 км². Почтовый индекс — 66021. Телефонный код — 0873.
Покровителем коммуны почитается святой первомученик Стефан. Праздник ежегодно празднуется 11 июня.